# 204764 Lindaburke
204764 Lindaburke è un asteroide della fascia principale. Scoperto nel 2006, presenta un'orbita caratterizzata da un semiasse maggiore pari a 2,311960 UA e da un'eccentricità di 0,134749, inclinata di 2,354898° rispetto all'eclittica.